# La Bolsa, Guerrero
La Bolsa är en ort i Mexiko.   Den ligger i kommunen Pungarabato och delstaten Guerrero, i den södra delen av landet, 190 km sydväst om huvudstaden Mexico City. La Bolsa ligger 266 meter över havet och antalet invånare är 588.
Terrängen runt La Bolsa är varierad. Runt La Bolsa är det ganska tätbefolkat, med 129 invånare per kvadratkilometer. Närmaste större samhälle är Ciudad Altamirano, 8,9 km sydväst om La Bolsa. Omgivningarna runt La Bolsa är en mosaik av jordbruksmark och naturlig växtlighet.